# Squadra dell'anno della PFA
Il Professional Footballers' Association Team of the Year, noto anche come PFA Team of the Year (in italiano Squadra dell'anno della PFA), è un premio con cadenza annuale assegnato a partire dalla stagione 1973-1974.
Viene assegnato ai migliori undici giocatori di Premier League, Championship, League One e League Two nell'intento di creare la formazione ideale con i calciatori di questi campionati.

## Edizioni
Di seguito le edizioni a partire dell'istituzione della Premier League nella stagione 1992-1993.

### 1993

#### Premier League
| Ruolo | Giocatore        | Squadra             |
| ----- | ---------------- | ------------------- |
| P     | Peter Schmeichel | Manchester Utd      |
| D     | David Bardsley   | Queens Park Rangers |
| D     | Paul McGrath     | Aston Villa         |
| D     | Gary Pallister   | Manchester Utd      |
| D     | Tony Dorigo      | Leeds Utd           |
| C     | Roy Keane        | Nottingham Forest   |
| C     | Gary Speed       | Leeds Utd           |
| C     | Paul Ince        | Manchester Utd      |
| C     | Ryan Giggs       | Manchester Utd      |
| A     | Alan Shearer     | Blackburn Rovers    |
| A     | Ian Wright       | Arsenal             |

### 1994

#### Premier League
| Ruolo | Giocatore       | Squadra          |
| ----- | --------------- | ---------------- |
| P     | Tim Flowers     | Blackburn Rovers |
| D     | Gary Kelly      | Leeds Utd        |
| D     | Gary Pallister  | Manchester Utd   |
| D     | Tony Adams      | Arsenal          |
| D     | Denis Irwin     | Manchester Utd   |
| C     | Ryan Giggs      | Manchester Utd   |
| C     | Gary McAllister | Leeds Utd        |
| C     | Paul Ince       | Manchester Utd   |
| A     | Éric Cantona    | Manchester Utd   |
| A     | Alan Shearer    | Blackburn Rovers |
| A     | Peter Beardsley | Newcastle Utd    |

### 1995

#### Premier League
| Ruolo | Giocatore          | Squadra           |
| ----- | ------------------ | ----------------- |
| P     | Peter Schmeichel   | Manchester Utd    |
| D     | Graeme Le Saux     | Blackburn Rovers  |
| D     | Colin Hendry       | Blackburn Rovers  |
| D     | Gary Pallister     | Manchester Utd    |
| D     | Lee Dixon          | Arsenal           |
| C     | Tim Sherwood       | Blackburn Rovers  |
| C     | Rob Lee            | Newcastle Utd     |
| C     | Andrei Kanchelskis | Manchester Utd    |
| C     | Ryan Giggs         | Manchester Utd    |
| C     | Steve McManaman    | Liverpool         |
| A     | Stan Collymore     | Nottingham Forest |
| A     | Alan Shearer       | Blackburn Rovers  |

### 1996

#### Premier League
| Ruolo | Giocatore        | Squadra          |
| ----- | ---------------- | ---------------- |
| P     | Peter Schmeichel | Manchester Utd   |
| D     | Gareth Southgate | Aston Villa      |
| D     | Philippe Albert  | Newcastle Utd    |
| D     | Steve Bruce      | Manchester Utd   |
| D     | Tony Adams       | Arsenal          |
| C     | Ruud Gullit      | Chelsea          |
| C     | Peter Beardsley  | Newcastle Utd    |
| C     | Ryan Giggs       | Manchester Utd   |
| C     | Steve McManaman  | Liverpool        |
| A     | Robbie Fowler    | Liverpool        |
| A     | Alan Shearer     | Blackburn Rovers |

### 1997

#### Premier League
| Ruolo | Giocatore           | Squadra        |
| ----- | ------------------- | -------------- |
| P     | David Seaman        | Arsenal        |
| D     | Gary Neville        | Manchester Utd |
| D     | Tony Adams          | Arsenal        |
| D     | Mark Wright         | Liverpool      |
| D     | Stig Inge Bjørnebye | Liverpool      |
| C     | David Beckham       | Manchester Utd |
| C     | Roy Keane           | Manchester Utd |
| C     | David Batty         | Newcastle Utd  |
| C     | Steve McManaman     | Liverpool      |
| A     | Alan Shearer        | Newcastle Utd  |
| A     | Ian Wright          | Arsenal        |

Record per il maggior numero di inglesi inclusi (9).

### 1998

#### Premier League
| Ruolo | Giocatore       | Squadra          |
| ----- | --------------- | ---------------- |
| P     | Neil Sullivan   | Wimbledon FC     |
| D     | Gary Neville    | Manchester Utd   |
| D     | Colin Hendry    | Blackburn Rovers |
| D     | Gary Pallister  | Manchester Utd   |
| D     | Graeme Le Saux  | Chelsea          |
| C     | David Beckham   | Manchester Utd   |
| C     | Nicky Butt      | Manchester Utd   |
| C     | David Batty     | Newcastle Utd    |
| C     | Ryan Giggs      | Manchester Utd   |
| C     | Steve McManaman | Liverpool        |
| A     | Michael Owen    | Liverpool        |
| A     | Dennis Bergkamp | Arsenal          |

### 1999[1]

#### Premier League
| Ruolo | Giocatore      | Squadra        |
| ----- | -------------- | -------------- |
| P     | Nigel Martyn   | Leeds Utd      |
| D     | Gary Neville   | Manchester Utd |
| D     | Jaap Stam      | Manchester Utd |
| D     | Sol Campbell   | Tottenham      |
| D     | Denis Irwin    | Manchester Utd |
| C     | David Beckham  | Manchester Utd |
| C     | Emmanuel Petit | Arsenal        |
| C     | Patrick Vieira | Arsenal        |
| C     | David Ginola   | Tottenham      |
| A     | Nicolas Anelka | Arsenal        |
| A     | Dwight Yorke   | Manchester Utd |

### 2000[1]

#### Premier League
| Ruolo | Giocatore      | Squadra        |
| ----- | -------------- | -------------- |
| P     | Nigel Martyn   | Leeds Utd      |
| D     | Gary Kelly     | Leeds Utd      |
| D     | Jaap Stam      | Manchester Utd |
| D     | Sami Hyypiä    | Liverpool      |
| D     | Ian Harte      | Leeds Utd      |
| C     | Roy Keane      | Manchester Utd |
| C     | David Beckham  | Manchester Utd |
| C     | Harry Kewell   | Leeds Utd      |
| C     | Patrick Vieira | Arsenal        |
| A     | Kevin Phillips | Sunderland     |
| A     | Andrew Cole    | Manchester Utd |

#### Division One
| Ruolo | Giocatore      | Squadra           |
| ----- | -------------- | ----------------- |
| P     | Richard Wright | Ipswich Town      |
| D     | Gary Rowett    | Birmingham City   |
| D     | Richard Rufus  | Charlton Athletic |
| D     | Chris Coleman  | Fulham            |
| D     | Chris Powell   | Charlton Athletic |
| C     | Mark Kinsella  | Charlton Athletic |
| C     | Craig Hignett  | Barnsley          |
| C     | Mark Kennedy   | Manchester City   |
| C     | John Robinson  | Charlton Athletic |
| A     | Andy Hunt      | Charlton Athletic |
| A     | Marcus Stewart | Ipswich Town      |

#### Division Two
| Ruolo | Giocatore        | Squadra           |
| ----- | ---------------- | ----------------- |
| P     | Roy Carroll      | Wigan Athletic    |
| D     | Graham Alexander | Preston North End |
| D     | Steve Davis      | Burnley           |
| D     | Michael Jackson  | Preston North End |
| D     | Michael Bell     | Bristol City      |
| C     | Sean Gregan      | Preston North End |
| C     | Darren Caskey    | Reading           |
| C     | Glen Little      | Burnley           |
| C     | Graham Kavanagh  | Stoke City        |
| A     | Jason Roberts    | Bristol Rovers    |
| A     | Jon Macken       | Preston North End |

#### Division Three
| Ruolo | Giocatore        | Squadra           |
| ----- | ---------------- | ----------------- |
| P     | Mike Pollitt     | Rotherham United  |
| D     | Ian Hendon       | Northampton Town  |
| D     | Matthew Bound    | Swansea City      |
| D     | Craig Liddle     | Darlington        |
| D     | Matthew Lockwood | Leyton Orient     |
| C     | Darren Currie    | Barnet            |
| C     | Tommy Miller     | Hartlepool United |
| C     | Neil Heaney      | Darlington        |
| C     | Nick Cusack      | Swansea City      |
| A     | Marco Gabbiadini | Darlington        |
| A     | Richard Barker   | Macclesfield Town |

### 2001[2]

#### Premier League
| Ruolo | Giocatore        | Squadra        |
| ----- | ---------------- | -------------- |
| P     | Fabien Barthez   | Manchester Utd |
| D     | Sylvinho         | Arsenal        |
| D     | Stephen Carr     | Tottenham      |
| D     | Jaap Stam        | Manchester Utd |
| D     | Wes Brown        | Manchester Utd |
| C     | Roy Keane        | Manchester Utd |
| C     | Ryan Giggs       | Manchester Utd |
| C     | Steven Gerrard   | Liverpool      |
| C     | Patrick Vieira   | Arsenal        |
| A     | Thierry Henry    | Arsenal        |
| A     | Teddy Sheringham | Manchester Utd |

#### Division One
| Ruolo | Giocatore       | Squadra          |
| ----- | --------------- | ---------------- |
| P     | Maik Taylor     | Fulham           |
| D     | Steve Finnan    | Fulham           |
| D     | Martin Grainger | Birmingham City  |
| D     | Chris Coleman   | Fulham           |
| D     | Henning Berg    | Blackburn Rovers |
| C     | Lee Clark       | Fulham           |
| C     | David Dunn      | Blackburn Rovers |
| C     | Damien Duff     | Blackburn Rovers |
| C     | Sean Davis      | Fulham           |
| A     | Louis Saha      | Fulham           |
| A     | Matt Jansen     | Blackburn Rovers |

#### Division Two
| Ruolo | Giocatore        | Squadra        |
| ----- | ---------------- | -------------- |
| P     | James Walker     | Walsall        |
| D     | Matthew Lawrence | Millwall       |
| D     | Michael Bell     | Bristol City   |
| D     | Arjan de Zeeuw   | Wigan Athletic |
| D     | Andy Tillson     | Walsall        |
| C     | Scott Murray     | Bristol City   |
| C     | Graham Kavanagh  | Stoke City     |
| C     | Brian Tinnion    | Bristol City   |
| C     | Tim Cahill       | Millwall       |
| A     | Neil Harris      | Millwall       |
| A     | Martin Butler    | Reading        |

#### Division Three
| Ruolo | Giocatore         | Squadra                |
| ----- | ----------------- | ---------------------- |
| P     | Mike Pollitt      | Chesterfield           |
| D     | Josh Low          | Cardiff City           |
| D     | Matthew Lockwood  | Leyton Orient          |
| D     | Steve Blatherwick | Chesterfield           |
| D     | Danny Cullip      | Brighton & Hove Albion |
| C     | Lee Hodges        | Scunthorpe United      |
| C     | Darren Currie     | Barnet                 |
| C     | Paul Simpson      | Blackpool              |
| C     | Tommy Miller      | Hartlepool United      |
| A     | Bobby Zamora      | Brighton & Hove Albion |
| A     | Robert Earnshaw   | Cardiff City           |

### 2002

#### Premier League[3]
| Ruolo | Giocatore           | Squadra        |
| ----- | ------------------- | -------------- |
| P     | Shay Given          | Newcastle Utd  |
| D     | Steve Finnan        | Fulham         |
| D     | Rio Ferdinand       | Leeds Utd      |
| D     | Sami Hyypiä         | Liverpool      |
| D     | Wayne Bridge        | Southampton    |
| C     | Robert Pirès        | Arsenal        |
| C     | Roy Keane           | Manchester Utd |
| C     | Patrick Vieira      | Arsenal        |
| C     | David Beckham       | Manchester Utd |
| A     | Ruud van Nistelrooy | Manchester Utd |
| A     | Thierry Henry       | Arsenal        |

#### First Division[4]
| Ruolo | Giocatore         | Squadra                 |
| ----- | ----------------- | ----------------------- |
| P     | Russell Hoult     | West Bromwich Albion    |
| D     | Graham Alexander  | Preston North End       |
| D     | Darren Moore      | West Bromwich Albion    |
| D     | Joleon Lescott    | Wolverhampton Wanderers |
| D     | Neil Clement      | West Bromwich Albion    |
| C     | Eyal Berkovic     | Manchester City         |
| C     | Mark Kennedy      | Wolverhampton Wanderers |
| C     | Ali Benarbia      | Manchester City         |
| C     | Robert Prosinečki | Portsmouth              |
| A     | Shaun Goater      | Manchester City         |
| A     | Dougie Freedman   | Crystal Palace          |

#### Second Division[5]
| Ruolo | Giocatore       | Squadra                |
| ----- | --------------- | ---------------------- |
| P     | Mark Tyler      | Peterborough United    |
| D     | Graeme Murty    | Reading                |
| D     | Arjan de Zeeuw  | Wigan Athletic         |
| D     | Danny Cullip    | Brighton & Hove Albion |
| D     | Michael Bell    | Bristol City           |
| C     | Graham Kavanagh | Cardiff City           |
| C     | Jason Koumas    | Tranmere Rovers        |
| C     | Scott Murray    | Bristol City           |
| C     | Paul Evans      | Brentford              |
| A     | Bobby Zamora    | Brighton & Hove Albion |
| A     | Nicky Forster   | Reading                |

#### Third Division[6]
| Ruolo | Giocatore        | Squadra           |
| ----- | ---------------- | ----------------- |
| P     | Romain Larrieu   | Plymouth Argyle   |
| D     | Michael Duff     | Cheltenham Town   |
| D     | Paul Wotton      | Plymouth Argyle   |
| D     | Graham Coughlan  | Plymouth Argyle   |
| D     | Matthew Taylor   | Luton Town        |
| C     | Peter Beagrie    | Scunthorpe United |
| C     | David Friio      | Plymouth Argyle   |
| C     | Lee Hodges       | Scunthorpe United |
| C     | Lee Williamson   | Mansfield Town    |
| A     | Chris Greenacre  | Mansfield Town    |
| A     | Nathan Ellington | Bristol Rovers    |

### 2003

#### Premier League[7]
| Ruolo | Giocatore      | Squadra          |
| ----- | -------------- | ---------------- |
| P     | Brad Friedel   | Blackburn Rovers |
| D     | Stephen Carr   | Tottenham        |
| D     | Sol Campbell   | Arsenal          |
| D     | William Gallas | Chelsea          |
| D     | Ashley Cole    | Arsenal          |
| C     | Patrick Vieira | Arsenal          |
| C     | Paul Scholes   | Manchester Utd   |
| C     | Kieron Dyer    | Newcastle Utd    |
| C     | Robert Pirès   | Arsenal          |
| A     | Thierry Henry  | Arsenal          |
| A     | Alan Shearer   | Newcastle Utd    |

#### First Division
| Ruolo | Giocatore      | Squadra                 |
| ----- | -------------- | ----------------------- |
| P     | Shaka Hislop   | Portsmouth              |
| D     | Denis Irwin    | Wolverhampton Wanderers |
| D     | Joleon Lescott | Wolverhampton Wanderers |
| D     | Michael Dawson | Nottingham Forest       |
| D     | Matthew Taylor | Portsmouth              |
| C     | Muzzy İzzet    | Leicester City          |
| C     | Paul Merson    | Portsmouth              |
| C     | Michael Brown  | Sheffield United        |
| C     | Michael Tonge  | Sheffield United        |
| A     | Paul Dickov    | Leicester City          |
| A     | David Johnson  | Nottingham Forest       |

#### Second Division
| Ruolo | Giocatore       | Squadra         |
| ----- | --------------- | --------------- |
| P     | John Filan      | Wigan Athletic  |
| D     | Nicky Eaden     | Wigan Athletic  |
| D     | Jason de Vos    | Wigan Athletic  |
| D     | Fitz Hall       | Oldham Athletic |
| D     | Michael Bell    | Bristol City    |
| C     | Scott Murray    | Bristol City    |
| C     | Jimmy Bullard   | Wigan Athletic  |
| C     | Graham Kavanagh | Cardiff City    |
| C     | Martin Bullock  | Blackpool       |
| A     | Robert Earnshaw | Cardiff City    |
| A     | Rob Hulse       | Crewe Alexandra |

#### Third Division
| Ruolo | Giocatore         | Squadra            |
| ----- | ----------------- | ------------------ |
| P     | Alan Fettis       | Hull City          |
| D     | Carlos Edwards    | Wrexham            |
| D     | Graeme Lee        | Hartlepool United  |
| D     | Chris Westwood    | Hartlepool United  |
| D     | Paul Underwood    | Rushden & Diamonds |
| C     | Ritchie Humphreys | Hartlepool United  |
| C     | Mark Tinkler      | Hartlepool United  |
| C     | Paul Hall         | Rushden & Diamonds |
| C     | Alex Russell      | Torquay United     |
| A     | Andy Morrell      | Wrexham            |
| A     | Dave Kitson       | Cambridge United   |

### 2004[8]

#### Premier League
| Ruolo | Giocatore           | Squadra        |
| ----- | ------------------- | -------------- |
| P     | Tim Howard          | Manchester Utd |
| D     | Lauren              | Arsenal        |
| D     | John Terry          | Chelsea        |
| D     | Sol Campbell        | Arsenal        |
| D     | Ashley Cole         | Arsenal        |
| C     | Steven Gerrard      | Liverpool      |
| C     | Frank Lampard       | Chelsea        |
| C     | Patrick Vieira      | Arsenal        |
| C     | Robert Pirès        | Arsenal        |
| A     | Ruud van Nistelrooy | Manchester Utd |
| A     | Thierry Henry       | Arsenal        |

#### First Division
| Ruolo | Giocatore       | Squadra              |
| ----- | --------------- | -------------------- |
| P     | Robert Green    | Norwich City         |
| D     | Danny Gabbidon  | Cardiff City         |
| D     | Malky Mackay    | Norwich City         |
| D     | Julio Arca      | Sunderland           |
| C     | Tim Cahill      | Millwall             |
| C     | Michael Carrick | West Ham United      |
| C     | Andy Reid       | Nottingham Forest    |
| C     | Phil Jagielka   | Sheffield United     |
| C     | Jason Koumas    | West Bromwich Albion |
| A     | Andy Johnson    | Crystal Palace       |
| A     | Robert Earnshaw | Cardiff City         |

#### Second Division
| Ruolo | Giocatore       | Squadra                |
| ----- | --------------- | ---------------------- |
| P     | Steve Phillips  | Bristol City           |
| D     | Louis Carey     | Bristol City           |
| D     | Graham Coughlan | Plymouth Argyle        |
| D     | Danny Cullip    | Brighton & Hove Albion |
| D     | Gino Padula     | Queens Park Rangers    |
| C     | Carlos Edwards  | Wrexham                |
| C     | David Friio     | Plymouth Argyle        |
| C     | Richie Wellens  | Blackpool              |
| C     | Brian Tinnion   | Bristol City           |
| A     | Leon Knight     | Brighton & Hove Albion |
| A     | Scott Taylor    | Blackpool              |

#### Third Division
| Ruolo | Giocatore       | Squadra           |
| ----- | --------------- | ----------------- |
| P     | Chris Weale     | Yeovil Town       |
| D     | Nathan Stanton  | Scunthorpe United |
| D     | Andy Crosby     | Oxford United     |
| D     | Efe Sodje       | Huddersfield Town |
| D     | Andy Dawson     | Hull City         |
| C     | Liam Lawrence   | Mansfield Town    |
| C     | Michael McIndoe | Doncaster Rovers  |
| C     | Alex Russell    | Torquay United    |
| C     | Peter Beagrie   | Scunthorpe United |
| A     | David Graham    | Torquay United    |
| A     | Lee Trundle     | Swansea City      |

### 2005

#### Premier League[9]
| Ruolo | Giocatore             | Squadra         |
| ----- | --------------------- | --------------- |
| P     | Petr Čech             | Chelsea         |
| D     | Gary Neville          | Manchester Utd  |
| D     | John Terry            | Chelsea         |
| D     | Rio Ferdinand         | Manchester Utd  |
| D     | Ashley Cole           | Arsenal         |
| C     | Shaun Wright-Phillips | Manchester City |
| C     | Steven Gerrard        | Liverpool       |
| C     | Frank Lampard         | Chelsea         |
| C     | Arjen Robben          | Chelsea         |
| A     | Andy Johnson          | Crystal Palace  |
| A     | Thierry Henry         | Arsenal         |

#### Championship
| Ruolo | Giocatore        | Squadra           |
| ----- | ---------------- | ----------------- |
| P     | Kelvin Davis     | Ipswich Town      |
| D     | Graham Alexander | Preston North End |
| D     | Tom Huddlestone  | Derby County      |
| D     | Gary Breen       | Sunderland        |
| D     | George McCartney | Sunderland        |
| C     | Iñigo Idiakez    | Derby County      |
| C     | Jimmy Bullard    | Wigan Athletic    |
| C     | Steven Sidwell   | Reading           |
| C     | Julio Arca       | Sunderland        |
| A     | Nathan Ellington | Wigan Athletic    |
| A     | Jason Roberts    | Wigan Athletic    |

#### League One
| Ruolo | Giocatore        | Squadra         |
| ----- | ---------------- | --------------- |
| P     | Marlon Beresford | Luton Town      |
| D     | Ryan Taylor      | Tranmere Rovers |
| D     | Curtis Davies    | Luton Town      |
| D     | Chris Coyne      | Luton Town      |
| D     | Warren Cummings  | Bournemouth     |
| C     | Ahmet Brković    | Luton Town      |
| C     | Paul Merson      | Walsall         |
| C     | Kevin Nicholls   | Luton Town      |
| C     | Stuart Elliot    | Hull City       |
| A     | Leroy Lita       | Bristol City    |
| A     | Steve Howard     | Luton Town      |

### 2006[10]

#### Premier League
| Ruolo | Giocatore         | Squadra        |
| ----- | ----------------- | -------------- |
| P     | Shay Given        | Newcastle Utd  |
| D     | Pascal Chimbonda  | Wigan Athletic |
| D     | John Terry        | Chelsea        |
| D     | Jamie Carragher   | Liverpool      |
| D     | William Gallas    | Chelsea        |
| C     | Cristiano Ronaldo | Manchester Utd |
| C     | Steven Gerrard    | Liverpool      |
| C     | Frank Lampard     | Chelsea        |
| C     | Joe Cole          | Chelsea        |
| A     | Wayne Rooney      | Manchester Utd |
| A     | Thierry Henry     | Arsenal        |

#### Championship
| Ruolo | Giocatore        | Squadra                 |
| ----- | ---------------- | ----------------------- |
| P     | Marcus Hahnemann | Reading                 |
| D     | Gary Kelly       | Leeds Utd               |
| D     | Ibrahima Sonko   | Reading                 |
| D     | Joleon Lescott   | Wolverhampton Wanderers |
| D     | Nicky Shorey     | Reading                 |
| C     | Ashley Young     | Watford                 |
| C     | Steven Sidwell   | Reading                 |
| C     | Phil Jagielka    | Sheffield United        |
| C     | Jason Koumas     | West Bromwich Albion    |
| A     | Marlon King      | Watford                 |
| A     | Kevin Doyle      | Reading                 |

#### League One
| Ruolo | Giocatore       | Squadra           |
| ----- | --------------- | ----------------- |
| P     | Darryl Flahavan | Southend United   |
| D     | Greg Halford    | Colchester United |
| D     | Sam Sodje       | Brentford         |
| D     | Adam Barrett    | Southend United   |
| D     | Gareth Roberts  | Tranmere Rovers   |
| C     | Neil Danns      | Colchester United |
| C     | Liam Wildberg   | Hartlepool        |
| C     | Kevin Maher     | Southend United   |
| C     | Michael McIndoe | Doncaster Rovers  |
| A     | Lee Trundle     | Swansea City      |
| A     | Billy Sharp     | Scunthorpe United |

#### League Two
| Ruolo | Giocatore        | Squadra           |
| ----- | ---------------- | ----------------- |
| P     | Joe Hart         | Shrewsbury Town   |
| D     | Danny Senda      | Wycombe Wanderers |
| D     | Roger Johnson    | Wycombe Wanderers |
| D     | Gareth McAuley   | Lincoln City      |
| D     | Matthew Lockwood | Leyton Orient     |
| C     | Kevin Betsy      | Wycombe Wanderers |
| C     | Mark Jones       | Wrexham           |
| C     | Ian Taylor       | Northampton Town  |
| C     | Josh Low         | Northampton Town  |
| A     | Karl Hawley      | Carlisle United   |
| A     | Michael Reddy    | Grimsby Town      |

### 2007
Fonte: 

#### Premier League
| Ruolo | Giocatore         | Squadra           |
| ----- | ----------------- | ----------------- |
| P     | Edwin van der Sar | Manchester United |
| D     | Gary Neville      | Manchester Utd    |
| D     | Rio Ferdinand     | Manchester Utd    |
| D     | Nemanja Vidić     | Manchester Utd    |
| D     | Patrice Evra      | Manchester Utd    |
| C     | Cristiano Ronaldo | Manchester Utd    |
| C     | Steven Gerrard    | Liverpool         |
| C     | Paul Scholes      | Manchester Utd    |
| C     | Ryan Giggs        | Manchester Utd    |
| A     | Dimităr Berbatov  | Tottenham         |
| A     | Didier Drogba     | Chelsea           |

- Il Manchester United ottiene il record di calciatori nella Squadra dell'anno della PFA, otto.

#### Championship
| Ruolo | Giocatore        | Squadra                 |
| ----- | ---------------- | ----------------------- |
| P     | Matt Murray      | Wolverhampton Wanderers |
| D     | Graham Alexander | Preston North End       |
| D     | Darren Moore     | Derby County            |
| D     | Curtis Davies    | West Bromwich Albion    |
| D     | Gareth Bale      | Southampton             |
| C     | Carlos Edwards   | Sunderland              |
| C     | Dean Whitehead   | Sunderland              |
| C     | Jason Koumas     | West Bromwich Albion    |
| C     | Gary McSheffrey  | Birmingham City         |
| A     | Diomansy Kamara  | West Bromwich Albion    |
| A     | Michael Chopra   | Cardiff City            |

#### League One
| Ruolo | Giocatore        | Squadra           |
| ----- | ---------------- | ----------------- |
| P     | Joe Murphy       | Scunthorpe United |
| D     | Jon Otsemobor    | Crewe Alexandra   |
| D     | Terry Skiverton  | Yeovil Town       |
| D     | Ian Breckin      | Nottingham Forest |
| D     | Matthew Lockwood | Leyton Orient     |
| C     | Chris Shuker     | Tranmere Rovers   |
| C     | Richie Wellens   | Oldham Athletic   |
| C     | Wes Hoolahan     | Blackpool         |
| C     | Matthew Jarvis   | Gillingham        |
| A     | Luke Varney      | Crewe Alexandra   |
| A     | Billy Sharp      | Scunthorpe United |

#### League Two
| Ruolo | Giocatore         | Squadra            |
| ----- | ----------------- | ------------------ |
| P     | Clayton Ince      | Walsall            |
| D     | Craig Pead        | Walsall            |
| D     | Michael Nelson    | Hartlepool United  |
| D     | Chris Westwood    | Walsall            |
| C     | Ritchie Humphreys | Hartlepool United  |
| C     | Lee Frecklington  | Lincoln City       |
| C     | Dean Keates       | Walsall            |
| C     | Andy Monkhouse    | Hartlepool United  |
| C     | Tommy Doherty     | Wycombe Wanderers  |
| A     | Izale McLeod      | Milton Keynes Dons |
| A     | Jermaine Easter   | Wycombe Wanderers  |

### 2008[12]

#### Premier League
| Ruolo | Giocatore         | Squadra        |
| ----- | ----------------- | -------------- |
| P     | David James       | Portsmouth     |
| D     | Bacary Sagna      | Arsenal        |
| D     | Rio Ferdinand     | Manchester Utd |
| D     | Nemanja Vidić     | Manchester Utd |
| D     | Gaël Clichy       | Arsenal        |
| C     | Cristiano Ronaldo | Manchester Utd |
| C     | Steven Gerrard    | Liverpool      |
| C     | Cesc Fàbregas     | Arsenal        |
| C     | Ashley Young      | Aston Villa    |
| A     | Emmanuel Adebayor | Arsenal        |
| A     | Fernando Torres   | Liverpool      |

#### Championship
| Ruolo | Giocatore         | Squadra                 |
| ----- | ----------------- | ----------------------- |
| P     | Wayne Hennessey   | Wolverhampton Wanderers |
| D     | Bradley Orr       | Bristol City            |
| D     | Ryan Shawcross    | Stoke City              |
| D     | Dan Shittu        | Watford                 |
| D     | Paul Robinson     | West Bromwich Albion    |
| C     | Brian Howard      | Barnsley                |
| C     | Marvin Elliott    | Bristol City            |
| C     | Liam Lawrence     | Stoke City              |
| C     | Jonathan Greening | West Bromwich Albion    |
| A     | Ricardo Fuller    | Stoke City              |
| A     | Kevin Phillips    | West Bromwich Albion    |

#### League One
| Ruolo | Giocatore         | Squadra           |
| ----- | ----------------- | ----------------- |
| P     | Keiren Westwood   | Carlisle United   |
| D     | Àngel Rangel      | Swansea City      |
| D     | Garry Monk        | Swansea City      |
| D     | Danny Livesey     | Carlisle United   |
| D     | Julian Bennett    | Nottingham Forest |
| C     | Andy Robinson     | Swansea City      |
| C     | Ferrie Bodde      | Swansea City      |
| C     | Kris Commons      | Nottingham Forest |
| C     | Richie Wellens    | Doncaster Rovers  |
| A     | Jermaine Beckford | Leeds Utd         |
| A     | Jason Scotland    | Swansea City      |

#### League Two
| Ruolo | Giocatore            | Squadra             |
| ----- | -------------------- | ------------------- |
| P     | Joe Lewis            | Peterborough United |
| D     | Craig Pead           | Brentford           |
| D     | Steve Foster         | Darlington          |
| D     | Danny Swailes        | Milton Keynes Dons  |
| D     | Dean Lewington       | Milton Keynes Dons  |
| C     | Jason Puncheon       | Barnet              |
| C     | Keith Joseph Andrews | Milton Keynes Dons  |
| C     | Lloyd Dyer           | Milton Keynes Dons  |
| C     | George Boyd          | Peterborough United |
| A     | Jack Lester          | Chesterfield        |
| A     | Aaron McLean         | Peterborough United |

### 2009[13]

#### Premier League
| Ruolo | Giocatore         | Squadra        |
| ----- | ----------------- | -------------- |
| P     | Edwin van der Sar | Manchester Utd |
| D     | Glen Johnson      | Portsmouth     |
| D     | Rio Ferdinand     | Manchester Utd |
| D     | Nemanja Vidić     | Manchester Utd |
| D     | Patrice Evra      | Manchester Utd |
| C     | Cristiano Ronaldo | Manchester Utd |
| C     | Ryan Giggs        | Manchester Utd |
| C     | Steven Gerrard    | Liverpool      |
| C     | Ashley Young      | Aston Villa    |
| A     | Nicolas Anelka    | Chelsea        |
| A     | Fernando Torres   | Liverpool      |

#### Championship
| Ruolo | Giocatore           | Squadra                 |
| ----- | ------------------- | ----------------------- |
| P     | Keiren Westwood     | Coventry City           |
| D     | Kyle Naughton       | Sheffield United        |
| D     | Roger Johnson       | Cardiff City            |
| D     | Richard Stearman    | Wolverhampton Wanderers |
| D     | Daniel Fox          | Coventry City           |
| C     | Michael Kightly     | Wolverhampton Wanderers |
| C     | Stephen Hunt        | Reading                 |
| C     | Joe Ledley          | Cardiff City            |
| C     | Jordi Gómez         | Swansea City            |
| A     | Sylvan Ebanks-Blake | Wolverhampton Wanderers |
| A     | Jason Scotland      | Swansea City            |

#### League One
| Pos | Player         | Club                |
| --- | -------------- | ------------------- |
| P   | Joe Murphy     | Scunthorpe United   |
| D   | Neal Eardley   | Oldham Athletic     |
| D   | Jack Hobbs     | Leicester City      |
| D   | Sean O'Hanlon  | Milton Keynes Dons  |
| D   | Dean Lewington | Milton Keynes Dons  |
| C   | Fabian Delph   | Leeds Utd           |
| C   | Matt Oakley    | Leicester City      |
| C   | Chris Taylor   | Oldham Athletic     |
| C   | George Boyd    | Peterborough United |
| A   | Rickie Lambert | Bristol Rovers      |
| A   | Matty Fryatt   | Leicester City      |

#### League Two
| Ruolo | Giocatore       | Squadra           |
| ----- | --------------- | ----------------- |
| P     | Scott Shearer   | Wycombe Wanderers |
| D     | Luke O'Brien    | Bradford City     |
| D     | David McCracken | Wycombe Wanderers |
| D     | Simon King      | Gillingham        |
| C     | Tom Kennedy     | Rochdale          |
| C     | Omar Daley      | Bradford City     |
| C     | Dany N'Guessan  | Lincoln City      |
| C     | Ben Davies      | Shrewsbury Town   |
| C     | Tommy Doherty   | Wycombe Wanderers |
| A     | Grant Holt      | Shrewsbury Town   |
| A     | Peter Thorne    | Bradford City     |

### 2010[14]

#### Premier League
| Ruolo | Giocatore          | Squadra         |
| ----- | ------------------ | --------------- |
| P     | Joe Hart           | Birmingham City |
| D     | Branislav Ivanović | Chelsea         |
| D     | Richard Dunne      | Aston Villa     |
| D     | Thomas Vermaelen   | Arsenal         |
| D     | Patrice Evra       | Manchester Utd  |
| C     | Antonio Valencia   | Manchester Utd  |
| C     | Darren Fletcher    | Manchester Utd  |
| C     | James Milner       | Aston Villa     |
| C     | Cesc Fàbregas      | Arsenal         |
| A     | Wayne Rooney       | Manchester Utd  |
| A     | Didier Drogba      | Chelsea         |

#### Championship
| Ruolo | Giocatore          | Squadra              |
| ----- | ------------------ | -------------------- |
| P     | Lee Camp           | Nottingham Forest    |
| D     | Chris Gunter       | Nottingham Forest    |
| D     | Fabricio Coloccini | Newcastle Utd        |
| D     | Ashley Williams    | Swansea City         |
| D     | José Enrique       | Newcastle Utd        |
| C     | Graham Dorrans     | West Bromwich Albion |
| C     | Peter Whittingham  | Cardiff City         |
| C     | Kevin Nolan        | Newcastle Utd        |
| C     | Charlie Adam       | Blackpool            |
| A     | Andy Carroll       | Newcastle Utd        |
| A     | Michael Chopra     | Cardiff City         |

#### League One
| Ruolo | Giocatore         | Squadra           |
| ----- | ----------------- | ----------------- |
| P     | Kelvin Davis      | Southampton       |
| D     | Frazer Richardson | Charlton Athletic |
| D     | Gary Doherty      | Norwich City      |
| D     | Patrick Kisnorbo  | Leeds Utd         |
| D     | Ian Harte         | Carlisle United   |
| C     | Wes Hoolahan      | Norwich City      |
| C     | Jason Puncheon    | Southampton       |
| C     | Robert Snodgrass  | Leeds Utd         |
| C     | Nicky Bailey      | Charlton Athletic |
| A     | Grant Holt        | Norwich City      |
| A     | Rickie Lambert    | Southampton       |

#### League Two
| Ruolo | Giocatore         | Squadra          |
| ----- | ----------------- | ---------------- |
| P     | Kasper Schmeichel | Notts County     |
| D     | John Brayford     | Crewe Alexandra  |
| D     | Craig Dawson      | Rochdale         |
| D     | Ian Sharps        | Rotherham United |
| D     | Tom Kennedy       | Rochdale         |
| C     | Ben Davies        | Notts County     |
| C     | Stephen Dawson    | Bury             |
| C     | Gary Jones        | Rochdale         |
| C     | Nicky Law         | Rotherham United |
| A     | Lee Hughes        | Notts County     |
| A     | Adam le Fondre    | Rotherham United |

### 2011[15]

#### Premier League
| Ruolo | Giocatore            | Squadra         |
| ----- | -------------------- | --------------- |
| P     | Edwin van der Sar    | Manchester Utd  |
| D     | Bacary Sagna         | Arsenal         |
| D     | Ashley Cole          | Chelsea         |
| D     | Nemanja Vidić        | Manchester Utd  |
| D     | Vincent Kompany      | Manchester City |
| C     | Nani                 | Manchester Utd  |
| C     | Samir Nasri          | Arsenal         |
| C     | Jack Wilshere        | Arsenal         |
| C     | Gareth Bale          | Tottenham       |
| A     | Carlos Alberto Tevez | Manchester City |
| A     | Dimităr Berbatov     | Manchester Utd  |

### 2012

#### Premier League
| Ruolo | Giocatore          | Squadra         |
| ----- | ------------------ | --------------- |
| P     | Joe Hart           | Manchester City |
| D     | Kyle Walker        | Tottenham       |
| D     | Vincent Kompany    | Manchester City |
| D     | Fabricio Coloccini | Newcastle Utd   |
| D     | Leighton Baines    | Everton         |
| C     | David Silva        | Manchester City |
| C     | Yaya Touré         | Manchester City |
| C     | Scott Parker       | Tottenham       |
| C     | Gareth Bale        | Tottenham       |
| A     | Robin van Persie   | Arsenal         |
| A     | Wayne Rooney       | Manchester Utd  |

### 2013

#### Premier League
| Ruolo | Giocatore        | Squadra         |
| ----- | ---------------- | --------------- |
| P     | David de Gea     | Manchester Utd  |
| D     | Pablo Zabaleta   | Manchester City |
| D     | Jan Vertonghen   | Tottenham       |
| D     | Rio Ferdinand    | Manchester Utd  |
| D     | Leighton Baines  | Everton         |
| C     | Gareth Bale      | Tottenham       |
| C     | Juan Mata        | Chelsea         |
| C     | Michael Carrick  | Manchester Utd  |
| C     | Eden Hazard      | Chelsea         |
| A     | Robin van Persie | Manchester Utd  |
| A     | Luis Suárez      | Liverpool       |

### 2014

#### Premier League
| Ruolo | Giocatore        | Squadra         |
| ----- | ---------------- | --------------- |
| P     | Petr Čech        | Chelsea         |
| D     | Séamus Coleman   | Everton         |
| D     | Gary Cahill      | Chelsea         |
| D     | Vincent Kompany  | Manchester City |
| D     | Luke Shaw        | Southampton     |
| C     | Adam Lallana     | Southampton     |
| C     | Steven Gerrard   | Liverpool       |
| C     | Yaya Touré       | Manchester City |
| C     | Eden Hazard      | Chelsea         |
| A     | Daniel Sturridge | Liverpool       |
| A     | Luis Suárez      | Liverpool       |

### 2015

#### Premier League
| Ruolo | Giocatore          | Squadra        |
| ----- | ------------------ | -------------- |
| P     | David de Gea       | Manchester Utd |
| D     | Branislav Ivanović | Chelsea        |
| D     | John Terry         | Chelsea        |
| D     | Gary Cahill        | Chelsea        |
| D     | Ryan Bertrand      | Southampton    |
| C     | Alexis Sánchez     | Arsenal        |
| C     | Nemanja Matić      | Chelsea        |
| C     | Philippe Coutinho  | Liverpool      |
| C     | Eden Hazard        | Chelsea        |
| A     | Diego Costa        | Chelsea        |
| A     | Harry Kane         | Tottenham      |

### 2016

#### Premier League
| Ruolo | Giocatore         | Squadra        |
| ----- | ----------------- | -------------- |
| P     | David de Gea      | Manchester Utd |
| D     | Héctor Bellerín   | Arsenal        |
| D     | Toby Alderweireld | Tottenham      |
| D     | Wes Morgan        | Leicester City |
| D     | Danny Rose        | Tottenham      |
| C     | Riyad Mahrez      | Leicester City |
| C     | Dele Alli         | Tottenham      |
| C     | N'Golo Kanté      | Leicester City |
| C     | Dimitri Payet     | West Ham Utd   |
| A     | Jamie Vardy       | Leicester City |
| A     | Harry Kane        | Tottenham      |

### 2017

#### Premier League
| Ruolo | Giocatore     | Squadra        |
| ----- | ------------- | -------------- |
| P     | David de Gea  | Manchester Utd |
| D     | Kyle Walker   | Tottenham      |
| D     | Gary Cahill   | Chelsea        |
| D     | David Luiz    | Chelsea        |
| D     | Danny Rose    | Tottenham      |
| C     | Eden Hazard   | Chelsea        |
| C     | Dele Alli     | Tottenham      |
| C     | N'Golo Kanté  | Chelsea        |
| A     | Sadio Mané    | Liverpool      |
| A     | Harry Kane    | Tottenham      |
| A     | Romelu Lukaku | Everton        |

### 2018

#### Premier League
| Ruolo | Giocatore         | Squadra         |
| ----- | ----------------- | --------------- |
| P     | David de Gea      | Manchester Utd  |
| D     | Kyle Walker       | Manchester City |
| D     | Nicolás Otamendi  | Manchester City |
| D     | Jan Vertonghen    | Tottenham       |
| D     | Marcos Alonso     | Chelsea         |
| C     | David Silva       | Manchester City |
| C     | Christian Eriksen | Tottenham       |
| C     | Kevin De Bruyne   | Manchester City |
| A     | Mohamed Salah     | Liverpool       |
| A     | Harry Kane        | Tottenham       |
| A     | Sergio Agüero     | Manchester City |

### 2019

#### Premier League
| Ruolo | Giocatore              | Squadra         |
| ----- | ---------------------- | --------------- |
| P     | Ederson                | Manchester City |
| D     | Trent Alexander-Arnold | Liverpool       |
| D     | Virgil van Dijk        | Liverpool       |
| D     | Aymeric Laporte        | Manchester City |
| D     | Andrew Robertson       | Liverpool       |
| C     | Bernardo Silva         | Manchester City |
| C     | Fernandinho            | Manchester City |
| C     | Paul Pogba             | Manchester Utd  |
| A     | Raheem Sterling        | Manchester City |
| A     | Sergio Agüero          | Manchester City |
| A     | Sadio Mané             | Liverpool       |

### 2020

#### Premier League
| Ruolo | Giocatore                 | Squadra         |
| ----- | ------------------------- | --------------- |
| P     | Nick Pope                 | Burnley         |
| D     | Trent Alexander-Arnold    | Liverpool       |
| D     | Virgil van Dijk           | Liverpool       |
| D     | Çağlar Söyüncü            | Leicester City  |
| D     | Andrew Robertson          | Liverpool       |
| C     | Kevin De Bruyne           | Manchester City |
| C     | David Silva               | Manchester City |
| C     | Jordan Henderson          | Liverpool       |
| A     | Jamie Vardy               | Leicester City  |
| A     | Pierre-Emerick Aubameyang | Arsenal         |
| A     | Sadio Mané                | Liverpool       |

### 2021

#### Premier League
| Ruolo | Giocatore       | Squadra         |
| ----- | --------------- | --------------- |
| P     | Ederson         | Manchester City |
| D     | João Cancelo    | Manchester City |
| D     | John Stones     | Manchester City |
| D     | Rúben Dias      | Manchester City |
| D     | Luke Shaw       | Manchester Utd  |
| C     | Kevin De Bruyne | Manchester City |
| C     | İlkay Gündoğan  | Manchester City |
| C     | Bruno Fernandes | Manchester Utd  |
| A     | Harry Kane      | Tottenham       |
| A     | Mohamed Salah   | Liverpool       |
| A     | Son Heung-min   | Tottenham       |

### 2022

#### Premier League
| Ruolo | Giocatore              | Squadra         |
| ----- | ---------------------- | --------------- |
| P     | Alisson                | Liverpool       |
| D     | Trent Alexander-Arnold | Liverpool       |
| D     | Virgil van Dijk        | Liverpool       |
| D     | Antonio Rüdiger        | Chelsea         |
| D     | João Cancelo           | Manchester City |
| C     | Bernardo Silva         | Manchester City |
| C     | Thiago Alcântara       | Liverpool       |
| C     | Kevin De Bruyne        | Manchester City |
| A     | Sadio Mané             | Liverpool       |
| A     | Cristiano Ronaldo      | Manchester Utd  |
| A     | Mohamed Salah          | Liverpool       |

### 2023

#### Premier League
| Ruolo | Giocatore       | Squadra         |
| ----- | --------------- | --------------- |
| P     | Aaron Ramsdale  | Arsenal         |
| D     | Kieran Trippier | Newcastle Utd   |
| D     | Rúben Dias      | Manchester City |
| D     | John Stones     | Manchester City |
| D     | William Saliba  | Arsenal         |
| C     | Kevin De Bruyne | Manchester City |
| C     | Rodri           | Manchester City |
| C     | Martin Ødegaard | Arsenal         |
| A     | Bukayo Saka     | Arsenal         |
| A     | Erling Haaland  | Manchester City |
| A     | Harry Kane      | Tottenham       |